# Erringar-Stein
Erringar-Stein (norröna: Erringar-Steinn eller Erringarsteinn) var en isländsk furstelovskald från 900- eller 1000-talet. Det enda som har bevarats av hans diktning är en halvstrof som Snorre Sturlasson citerar i Skáldskaparmál (51) för att ge exempel på en skeppskenning.
| Enn þótt ófrið sunnan ǫll þjóð segir skáldi – hlǫðum Geitis mar grjóti – glaðir nennum vér þenna. | Även om hela folket berättar för skalden om ofriden från söder gör vi glada denna färd – vi lastar Geites ök med sten. |  |

Geite (Geitir) var en sjökonung och Geites ök betyder skepp. Eftersom det ryktades om ett angrepp från söder (Danmark?) är det tänkbart att strofen har tillkommit på 950-talet, då Håkon Adalsteinsfostre regerade i Norge.
Ingenting är känt om vem Erringar-Stein var. Tillnamnet erringar betyder den uthållige eller duktige.